# Thamnomys poensis
Thamnomys poensis is een knaagdier uit de onderfamilie muizen en ratten van de Oude Wereld (Murinae) dat voorkomt van Guinee tot Noord-Angola. T. poensis is wat groter dan Thamnomys kuru. Het karyotype bedraagt 2n=36. Voor deze soort wordt vaak de naam rutilans Peters, 1876 gebruikt, maar die is al eerder gebruikt voor de Zuid-Amerikaanse soort Oxymycterus rutilans en is daarom ongeldig.
Thamnomys kempi · Thamnomys kuru · Thamnomys major · Thamnomys poensis · Thamnomys schoutedeni · Thamnomys venustus